# 暗躍!芸人ブローカー 〜テレビに出ない（秘）芸人密売所〜
『暗躍!芸人ブローカー 〜テレビに出ない㊙芸人密売所〜』（あんやく!げいにんブローカー 〜テレビにでないまるひげいにんみつばいしょ〜）は、2011年7月7日から9月29日まで関西テレビで毎週木曜日25:30 - 25:58（JST）に放送されていたバラエティ番組。

## 概要
テレビでほとんど見られない芸人（いわゆる暗躍芸人）を、ブローカー（芸人ブローカー）に扮した中川家が、イベンターに扮した小籔千豊に秋に行われるイベントに売り込むという設定。
2011年8月17日の放送分では矢野・兵動の兵動がスタジオゲスト、9月1日には博多華丸・大吉、宮川大助・花子がVTRゲスト出演。
11月13日には出演者によるイベントがNGK（なんばグランド花月）で開催され、その模様は12月18日に「暗躍!芸人ブローカーライブSPインNGK」と題して深夜放送。
また2012年1月1日にも「新春!芸人ブローカー～東西暗躍スター夢の狂宴～」と題した特番を放送。ゲスト芸人ブローカーに兵動大樹、玉袋筋太郎、TKO木下、安田大サーカス団長を呼び、事務所を超えた暗躍芸人が登場。
さらにちょうど一年後の2013年1月1日深夜にも「新春!芸人ブローカー～東西暗躍スター夢の狂宴2013～」を放送した。ゲスト芸人ブローカーはTKO木本＆安田団長、博多華丸・大吉、ナイツ。また2013年1月水曜の深夜からは再放送もされていた。
2013年7月2日深夜から、ヨルパチーノ枠内のツキギメ!で『暗躍!芸人ブローカー〜真夏の(秘)密売祭り〜』と題して放送。
2014年1月2日深夜には「新春!芸人ブローカー～東西暗躍スター夢の狂宴2014～」が放送予定でゲスト芸人ブローカーはサンドウィッチマン、ずん・飯尾和樹、ナイツ、笑い飯が出演。
8月3日深夜には「暗躍!芸人ブローカー外伝～禁断の(秘)動画一挙流出～」と題して放送。
2016年2月28日は「ヨルスパ! 暗躍！芸人ブローカー外伝2～禁断のオールスター（秘）クイズ祭～」を放送。

## 出演者
- 中川家
- 小籔千豊
- 井上安世

## 放送リスト
| 回 | 放送日         | 出演芸人 | 備考 |
| -- | -------------- | --- | --- |
| 1  | 2011年 7月7日  | ちゃらんぽらん冨好、おしどり | |
| 2  | 7月14日        | つばさ・きよし、桂三象 | |
| 3  | 7月21日        | ショウショウ、今別府直之 | 今別府直之は翌週も登場 |
| 4  | 7月28日        | へびいちご、淀家萬月 | |
| 5  | 8月4日         | 林家染弥、まるむし商店東村 | |
| 6  | 8月11日        | こっこ、青空 | |
| 7  | 8月17日        | チャンバラJr.細川、藤田茂明 | 芸人ブローカーに兵動大樹 |
| 8  | 9月1日         | どんぴしゃ、オレンジ | 芸人ブローカーに博多華丸・大吉、宮川大助・花子（VTR出演） |
| 9  | 9月8日         | 濱根・杉本、しましまんず | |
| 10 | 9月15日        | 桂文福、村越周司 | |
| 11 | 9月23日        | 青野敏行、よね皮ホホ骨 | |
| -  | 12月18日       | | 特別放送「暗躍!芸人ブローカーライブSPインNGK」 |
| -  | 2012年 1月1日  | ちゃらんぽらん冨好、シベリア文太、矢野勝也（矢野・兵動） エリザベータ、モナコ大作戦、おっさんパラダイス ガンビーノ小林、ほたるゲンジ 暗躍ブラザーズ 三福（桂三象＆桂文福） 桂三輝（サンシャイン）、たむらけんじ（特別ゲスト）                            | 特別放送「新春！芸人ブローカー～東西暗躍スター夢の狂宴～」 芸人ブローカーに兵動大樹（よしもと代表）、玉袋筋太郎（オフィス北野代表） 木下隆行（TKO）、団長（安田大サーカス）（松竹芸能代表） 「暗躍ブラザーズ 三福」は番組内結成コンビ。 |
| -  | 2013年 1月1日  | ほたるゲンジ、ショウショウ キンタロー。、ワンワンニャンニャン（ブローカー：木本&団長） 笑ハンティング、はりけ〜んず（ブローカー：華丸・大吉） すず風にゃん子・金魚、中津川弦（ブローカー：ナイツ）                                                       | 特別放送「新春！芸人ブローカー～東西暗躍スター夢の狂宴2013～」 芸人ブローカーに博多華丸・大吉（よしもと代表）、ナイツ（漫才協会代表） 木本武宏（TKO）、団長（安田大サーカス）（松竹芸能代表）                                           |
| -  | 2013年 7月2日  | くるくるコミック ガオ～ちゃん（ブローカー：哲夫） サムライ朝起太郎（ブローカー：団長） | ヨルパチーノ枠内のツキギメ!で『暗躍!芸人ブローカー〜真夏の(秘)密売祭り〜』 |
| -  | 2013年 7月9日  | トレンディエンジェル斎藤 斉藤紳士（ブローカー：哲夫） ミヤ蝶美・蝶子（ブローカー：団長） | ヨルパチーノ枠内のツキギメ!で『暗躍!芸人ブローカー〜真夏の(秘)密売祭り〜』 |
| -  | 2013年 7月16日 | 桂三ノ助 斉藤紳士（ブローカー：哲夫） トリオザスリー（ブローカー：団長） | ヨルパチーノ枠内のツキギメ!で『暗躍!芸人ブローカー〜真夏の(秘)密売祭り〜』 |
| -  | 2013年 7月23日 | ドドん（ブローカー：ずん飯尾） 隼ポリン、めぐまりこ（ブローカー：哲夫） | ヨルパチーノ枠内のツキギメ!で『暗躍!芸人ブローカー〜真夏の(秘)密売祭り〜』 |
| -  | 2013年 7月30日 | 桂まめだ&桂恩狸 大屋ジャネットあゆみ（ブローカー：スリムクラブ） イワイガワ（ブローカー：ずん） | ヨルパチーノ枠内のツキギメ!で『暗躍!芸人ブローカー〜真夏の(秘)密売祭り〜』 |
| -  | 2014年 1月2日  | イワイガワ、エネルギー、牧野ステテコ（ブローカー：ずん飯尾） パーティ内山、永野（ブローカー：サンドウィッチマン） 馬と魚、デルマパンゲ（ブローカー：笑い飯）                                                                                             | 新春!芸人ブローカー ～東西暗躍スター夢の狂宴2014～ |
| -  | 2015年 1月2日  | 永野（オープニングアクト） ジョイマン、ビスケッティ佐竹、暗黒天使（ブローカー：レイザーラモン） マロンフェスタ、アンゲラー（ブローカー：児嶋一哉（アンジャッシュ）、鈴木拓（ドランクドラゴン）） 雷鳥、THE石原（ブローカー：TIM） （ブローカー：ナイツ） | 新春!芸人ブローカー 東西暗躍スター 夢の狂宴2015 |

## スタッフ
2014年1月2日特番放送分
- ナレーション：川下大洋
- 構成：渡邊仁、米井敬人
- TM：前田昌彦
- VE：柴田康司
- VTR：鈴木紫織
- EED：仁部貴史、小野悟嗣
- MA：黒澤秀一
- 美術：村上雅彦
- 宣伝：佐藤英明（関西テレビ）
- メイク：ビーム
- CAM：柚垣竜也
- MIX：山崎勝彦
- AUD：土渕裕貴
- タイトル・CG：小笠原佳子
- 照明：藤井隆司、藤田祥子
- 衣裳協力：大槻衣裳 ほか
- 協力：Trash、アーチェリープロ、イングス、戯音工房、すくらんぶる、浪原靴店、Studio Nest
- ディレクター：石田耕平、西原久進
- プロデューサー：東田元（関西テレビ）、田井中晧介（よしもとクリエイティブ・エージェンシー）、松本浩（ビーダッシュ）
- 制作協力：吉本興業、ビーダッシュ、メディアプルポ
- 制作著作：関西テレビ